# 音地正行
音地正行（おんじ まさゆき）は、日本の男性アニメーター、キャラクターデザイナー。
アニメ作品を中心としたキャラクターデザインや作画監督を手がけている。又監督の桜井弘明や大地丙太郎の作品との手を組む事が多い。

## 主な参加作品

### テレビアニメ
1991年
- ゲンジ通信あげだま（1991年 - 1992年、作画監督）

1992年
- 姫ちゃんのリボン（1992年 - 1993年、作画監督）

1994年
- 赤ずきんチャチャ（1994年 - 1995年、作画監督・原画）

1995年
- ナースエンジェルりりかSOS（1995年 - 1996年、原画）

1996年
- るろうに剣心 -明治剣客浪漫譚-（1996年 - 1998年、原画）
- こどものおもちゃ（1996年 - 1998年、作画監督・原画）

1998年
- おじゃる丸（1998年 - 、絵コンテ）
- セクシーコマンドー外伝 すごいよ!!マサルさん（絵コンテ・作画監督）
- 浦安鉄筋家族（キャラクターデザイン・原画）
- MASTERキートン（原画）

1999年
- 十兵衛ちゃん -ラブリー眼帯の秘密-（絵コンテ）
- 今、そこにいる僕（1999年 - 2000年、演出・作画監督）

2000年
- だぁ!だぁ!だぁ!（2000年 - 2002年、キャラクターデザイン・作画監督）

2002年
- わがまま☆フェアリー ミルモでポン!（2002年 - 2003年、キャラクターデザイン（第27話から小沼克介と共同））

2003年
- わがまま☆フェアリー ミルモでポン!ごおるでん（2003年 - 2004年、キャラクターデザイン（小沼克介と共同））
- ななか6/17（キャラクターデザイン・総作画監督）
- 魁!!クロマティ高校（キャラクターデザイン・総作画監督）
- 真月譚 月姫（作画監督）

2004年
- わがまま☆フェアリー ミルモでポン!わんだほう（2004年 - 2005年、キャラクターデザイン（小沼克介と共同））

2005年
- ギャグマンガ日和（演出・作画）
- エレメンタル ジェレイド（総作画監督補佐）
- ARIA The ANIMATION（作画監督・作監協力）

2006年
- ARIA The NATURAL（作画監督・作監協力（DVD版のみ））
- スクールランブル 二学期（作画監督）
- 僕等がいた（作画監督）
- プリごろ太 宇宙の友情大冒険（演出・作画監督）

2007年
- ロミオ×ジュリエット（作画監督・原画）

2008年
- ARIA The ORIGINATION（総作画監督・作画監督）
- スキップ・ビート!（総作画監督）

2009年
- 青い花（キャラクターデザイン・総作画監督）

2010年
- 会長はメイド様!（総作画監督）

2011年
- 夢喰いメリー（作画監督）
- たまゆら〜hitotose〜（作画監督）
- 君と僕。（キャラクターデザイン・総作画監督）

2012年
- 君と僕。2（キャラクターデザイン・OPED作画監督）
- リトルバスターズ!（総作画監督）

2013年
- たまゆら〜もあぐれっしぶ〜（総作画監督）

2016年
- 斉木楠雄のΨ難（キャラクターデザイン・総作画監督）

2018年
- 斉木楠雄のΨ難（第2期・完結編、キャラクターデザイン・総作画監督）

2021年
- BLUE REFLECTION RAY/澪（総作画監督）

2022年
- 薔薇王の葬列（総作画監督）

2023年
- シュガーアップル・フェアリーテイル（総作画監督）

### 劇場アニメ
- アキハバラ電脳組 2011年の夏休み（1999年、演出・レイアウト）
- ギャグマンガ日和 ジャンプフェスタ2002版（2002年、作画）

### OVA
1988年
- 銀河英雄伝説（動画チェック）

1998年
- 世紀末リーダー外伝たけし!（キャラクター設定・作画監督）

2001年
- アニメーション制作進行くろみちゃん（原画）

2004年
- カレイドスター 新たなる翼 -EXTRA STAGE-（作画監督）

2005年
- 魔女っ娘つくねちゃん（キャラクターデザイン・総作画監督・作画監督・脚本・絵コンテ）
- カレイドスター Legend of phoenix 〜レイラ・ハミルトン物語〜（作画監督協力・原画）

2010年
- ギャグマンガ日和+ DVD特典「聖徳太子ショート」（演出・作画）
- たまゆら（総作画監督・作画監督・OP作画監督）

2014年
- リトルバスターズ! EX（作画監督）

2015年
- ARIA The AVVENIRE（キャラクターデザイン）

### Webアニメ
- 斉木楠雄のΨ難 Ψ始動編（2019年、キャラクターデザイン[2]）